# Les Couleurs du mal : Rouge
Pour plus de détails, voir Fiche technique et Distribution.
Les Couleurs du mal : Rouge  (en polonais : Kolory zla. Czerwien) est un film policier dramatique polonais réalisé par Adrian Panek et sorti en 2024.
Le scénario écrit par Adrian Panek, Łukasz M. Maciejewski et Małgorzata Oliwia Sobczak,,.

## Synopsis
Lorsque le corps d'une jeune fille est retrouvé sur une plage, les lèvres coupées, un procureur fait équipe avec la mère de la victime pour rechercher la vérité,,.

## Fiche technique
- Titre original : Kolory zla. Czerwien
- Titre français : Les Couleurs du mal : Rouge
- Réalisation : Adrian Panek
- Scénario : Lukasz M. Maciejewski, Adrian Panek, basé sur un roman de Malgorzata Oliwia Sobczak
- Photographie : Tomasz Augustynek
- Montage : Piotr Kmiecik
- Musique : Bartosz Chajdecki
- Production :
- Sociétés de production :
- Pays de production : Pologne
- Langue originale : polonais
- Format : couleur
- Genre : drame
- Durée : 111 minutes
- Dates de sortie[4] :
  - Internet : 29 mai 2024

## Distribution
- Jakub Gierszał (VF : Eilias Changuel) : Leopold Bilski
- Maja Ostaszewska (VF : Barbara Tissier) : Helena Bogucka
- Zofia Jastrzebska (VF : Ingrid Donnadieu) : Monika Bogucka
- Andrzej Konopka (VF : Gabriel Le Doze) : Tadeusz Dubiela
- Przemysław Bluszcz (pl) (VF : David Krüger) : Lukasz Kazarski « Kazar »
- Wojciech Zieliński (pl) (VF : Cédric Dumond) : Waldemar Mila
- Andrzej Zieliński (pl) (VF : Bernard Lanneau) : Roman Bogucki
- Jan Wieteska (VF : Anthony Carter) : Mario Dubiela
- Zbigniew Stryj (pl) (VF : Marc Bretonnière) : Ambroziak
- Szymon Czacki (pl) (VF : Donald Reignoux) : Jakubiak

 Source et légende : version française (VF) sur RS Doublage

## Récompenses et distinctions
- (en) Les Couleurs du mal : Rouge : Awards, sur l'Internet Movie Database

## Crédit d'auteurs
- (sv) Cet article est partiellement ou en totalité issu de l’article de Wikipédia en suédois intitulé « Colors of Evil: Red » (voir la liste des auteurs).